# Elizabeth Stafford
Elizabeth Stafford (Abergavenny, 1497 circa – Lambeth, 30 novembre 1558) figlia di Edward Stafford, III duca di Buckingham e quindi per parte di padre discendente da Edoardo III d'Inghilterra, fu la seconda moglie di Thomas Howard, III duca di Norfolk con cui condivise un burrascoso matrimonio.

## Biografia

### La nascita in una ricca famiglia
Elizabeth Stafford nacque attorno al 1497 da Edward Stafford, III duca di Buckingham e da Eleanor Percy (1474 circa-13 febbraio 1530), suoi nonni paterni erano Henry Stafford, II duca di Buckingham e Catherine Woodville (1458 circa-18 maggio 1497), sorella di Elisabetta Woodville regina d'Inghilterra. Per parte di madre era invece nipote di Henry Percy, IV conte di Northumberland. Suo nonno Stafford venne giustiziato nel 1483 da Riccardo III d'Inghilterra a seguito di una sua rivolta contro il re volta a detronizzarlo e a porre sul trono il giovane Enrico Tudor, che due anni dopo sconfiggerà e ucciderà Riccardo prendendo la corona con il nome di Enrico VII d'Inghilterra. Nel 1521 anche suo padre Edward subì lo stesso destino, accusato di tradimento nei confronti del sovrano Enrico VIII d'Inghilterra venne giustiziato nel mese di maggio. La famiglia di Elizabeth era ricca e ben posizionata nell'alta società britannica, suo fratello Henry era sposato con Ursula Pole (1504 circa-12 agosto 1570) che era figlia di Margaret Pole, figlia a sua volta di Giorgio Plantageneto, I duca di Clarence. Anche le altre sue sorelle Katherine e Mary avevano fatto matrimoni vantaggiosi. Elizabeth rimase a vivere presso la casa paterna fino al 1508 circa e pare che suo padre abbia provveduto a che tutte le sue figlie ricevessero una certa educazione e che abbiano quantomeno conosciuto il famoso poeta John Skelton di cui Edward era amico e mecenate. Nel 1509 Elizabeth venne mandata a corte per servire Caterina d'Aragona, di circa dieci anni maggiore di lei, che si apprestava a divenire la moglie del diciottenne Enrico VIII d'Inghilterra, le due donne rimasero unite per tutta la vita.

### Il burrascoso matrimonio
Prima dell'8 gennaio 1513 quando Elizabeth aveva circa quindici anni si sposò con il trentacinquenne Thomas Howard, III duca di Norfolk, egli era stato sposato in precedenza con Anna di York (2 novembre 1475-23 novembre 1511), una delle figlie di Edoardo IV d'Inghilterra. Thomas era rimasto vedovo un paio d'anni prima ed era senza figli giacché l'unico figlio vivente che aveva avuto dalla prima moglie era morto a circa dodici anni nel 1508.
Elizabeth era stata all'inizio promessa al pupillo di suo padre Ralph Neville, IV conte di Westmorland, che finì poi per sposare Katherine Stafford (morta il 14 maggio 1555), sorella di Elizabeth. Pare che i due fossero legati da un certo grado di affetto, tanto che in una lettera scritta a Thomas Cromwell, I conte di Essex il 28 settembre 1537 ricorda che, se Howard non fosse rimasto vedovo e non l'avesse chiesta così presto in moglie entro breve ella avrebbe potuto sposare Neville. Pare che Edward abbia cercato di persuadere Thomas a prendere un'altra delle sue sorelle, ma, sempre secondo Elizabeth, egli avrebbe voluto soltanto lei.
Elizabeth gli portò in dote circa 2.000£ ed egli le promise una rendita vedovile di circa 500£ annue, promessa che pare non sia mai stata mantenuta. Sempre nella sua corrispondenza ella si descrive come una moglie devota che servì per sedici anni a corte insieme al marito restando a casa quando lui andava in guerra con re Enrico e accompagnandolo in Irlanda quando il sovrano lo spedì colà nel 1520-1522. Insieme i due ebbero cinque figli e quando nel 1524 Thomas venne creato Duca di Norfolk parve che i due fossero legati da reciproco affetto.
Le cose cambiarono quando nel 1527 Thomas divenne l'amante di Bess Holland (morta nel 1547 o 1548), figlia di uno dei suoi valletti, andando a vivere insieme a Kenninghall, nel Norfolk. Elizabeth, come prevedibile, reagì con violenza e nelle sue lettere parla di Bess Holland come di una mezzana, figlia di un contadino, che per anni non aveva fatto altro che lavare i suoi panni sporchi, nel suo livore Elizabeth probabilmente esagerò nello sminuirne il ceto sociale, gli Holland dovevano essere quantomeno della piccola nobiltà visto che Bess divenne una delle dame di compagnia di Anna Bolena.
In tutti gli anni in cui Enrico cercò di ottenere l'annullamento dalle sue nozze con Caterina d'Aragona Elizabeth rimase inamovibile al fianco della regina in aperta contrapposizione con Anna Bolena, di cui era zia acquisita, e che il re stava cercando disperatamente di sposare. Nel tardo 1530 si scoprì che Elizabeth trasportava per conto della regina delle lettere nascoste in ceste di arance che venivano consegnate all'ambasciatore imperiale Eustace Chapuys e in un'occasione ella ebbe a dire all'ambasciatore che suo marito le aveva confidato di temere che Anna avrebbe portato alla rovina l'intera famiglia. L'anno dopo Anna fece in modo che Elizabeth lasciasse la corte poiché la sua lealtà verso Caterina era troppo palese.
Secondo alcuni storici Anne ed Elizabeth discussero anche per via del fatto che la prima voleva che il figlio bastardo di Enrico, Henry FitzRoy, I duca di Richmond e Somerset sposasse Mary una delle figlie di Elizabeth, ipotesi accreditata dal fatto che ella non presenziò all'incoronazione di Anna avvenuta nel 1533.
Nel frattempo il suo matrimonio continuava a peggiorare, Thomas non voleva lasciare l'amante e alla fine decise piuttosto di lasciare la moglie, sia lui che Cromwell scrissero al fratello di Elizabeth, Henry, perché la prendesse a vivere presso di lui, soluzione che egli rifiutò recisamente. Elizabeth scrisse degli abusi che suo marito usò su di lei nel corso del matrimonio asserendo che mentre si rimetteva dalla nascita di una delle sue figlie l'aveva tirata giù dal letto per i capelli, trascinata in giro per casa e infine ferita con un pugnale e di essere stata altre volte picchiata, anche dall'amante di lui, senza che egli muovesse un dito. Thomas rispose di non avere nessun motivo per battere sua moglie e che le sue eran solo false accuse e sia che queste fossero vere o false era ovvio che vivere insieme era ormai impossibile e il 23 marzo 1534 i due si separarono. Sempre secondo Elizabeth suo marito era piombato in casa di notte e dopo averla chiusa in una stanza l'aveva privata di ogni abito e gioiello e l'aveva quindi spedita nel villaggio di Redbourn. Da lì ella aveva scritto fiumi di lettere a Cromwell lamentandosi del fatto di essere stata virtualmente ridotta in catene e di essere stata lasciata a vivere con una somma annua di 200£. Dapprincipio Elizabeth tentò la strada della riconciliazione, ma quando non ricevette risposta dalle lettere che spedì al marito scrisse a Cromwell, il 30 dicembre 1536, che ella non avrebbe mai più pregato il re o nessun altro perché Thomas la riprendesse con sé. Da parte sua Thomas rifiutò di lasciare l'amante e cercò di ottenere il divorzio promettendo ad Elizabeth che le avrebbe ridato tutti i gioielli e le vesti oltre che buona parte delle stoviglie e altri beni di casa, offerta che ella rifiutò. Dalla famiglia Elizabeth non ricevette nessun supporto, i figli maggiori si estraniarono da lei e anche suo fratello condannò il suo comportamento.

### La fine dei coniugi Howard
La corrispondenza di Elizabeth e Cromwell finì quando nel 1540 egli cadde in disgrazia e venne giustiziato, nel 1547 infine si riconciliò con suo fratello Henry che mandò una delle sue figlie a vivere con lei ed Elizabeth trattò la nipote con grande generosità.
Durante gli ultimi anni di regno di Enrico VIII crebbe il potere di Edward Seymour, I duca di Somerset e dell'ultima regina Caterina Parr, entrambi esponenti della religione riformata e questo produsse l'isolamento del più tradizionalista Thomas. Egli cercò di allearsi con i Seymour dando in sposa la figlia Mary, vedova di Henry FitzRoy al fratello minore di Somerset, Thomas Seymour, I barone Seymour di Sudeley, ma ogni sforzo venne vanificato dal comportamento eccentrico del figlio Henry Howard che aveva messo le insegne reali nelle proprie. Questo gesto sconsiderato portò all'arresto di padre e figlio che il 12 dicembre 1546 vennero portati alla Torre di Londra, un mese dopo Thomas venne accusato di tradimento perché aveva tenuto segreto il comportamento del figlio circa la sua adozione delle insegne reali che erano di pertinenza del solo sovrano. Tutta la sua famiglia, compresa Elizabeth, l'amante e altri dei suoi figli testimoniarono contro di lui, Henry Howard fu decapitato il 19 gennaio e il 27 Thomas si vide requisito ogni titolo e bene. Si disse che Enrico aveva dato ordine che la decapitazione venisse eseguita il giorno seguente e solo la morte del re gli salvò la vita giacché nessuno voleva inaugurare il regno di Edoardo VI d'Inghilterra con il sangue.
Thomas rimase alla Torre per tutto il regno di Edoardo venendo perdonato solo da Maria I d'Inghilterra nel 1553 e al primo parlamento, che si tenne in quell'autunno i provvedimenti di confisca vennero revocati. Egli morì a Kenninghall il 25 agosto 1554 senza che Elizabeth venisse nominata nel suo testamento e venne sepolto alla Chiesa di San Michele a Framlingham.
Elizabeth morì il 30 novembre 1558 a Lambeth e venne sepolta nella chiesa locale sulla sua tomba vi fu posto l'epitaffio scritto per lei dal fratello:
Thou wast to me, both far and near, A mother, sister, a friend most dear.

## Matrimonio e figli
Dal matrimonio di Thomas ed Elizabeth nacquero:
- Henry Howard, conte di Surrey
- Thomas Howard, I visconte Howard di Bindon (1520 circa-1582)
- Mary Howard
- Muriel Howard, morta giovane
- Katherine Howard (morta nel 1530) che sposò nel 1529 Edward Stanley, III conte di Derby

## Ascendenza
|                                         |                                          |                                         | Genitori                             |  |  | Nonni |  |  | Bisnonni                             |  |  | Trisnonni                               |  |
|                                         |                                          |                                         |                                      |  |  |       |  |  | Humphrey Stafford, Conte di Stafford |  |  | Humphrey Stafford, I duca di Buckingham |  |
|                                         |                                          |                                         |                                      |  |  |       |  |  | Humphrey Stafford, Conte di Stafford |  |  | Humphrey Stafford, I duca di Buckingham |  |
|                                         |                                          | Anne Neville                            |                                      |  |  |       |  |  | Humphrey Stafford, Conte di Stafford |  |  |                                         |  |
| Henry Stafford, II duca di Buckingham   |                                          |                                         |                                      |  |  |       |  |  | Humphrey Stafford, Conte di Stafford |  |  |                                         |  |
|                                         |                                          | Margaret Beaufort                       | Edmund Beaufort, II duca di Somerset |  |  |       |  |  |                                      |  |  |                                         |  |
|                                         |                                          | Margaret Beaufort                       | Edmund Beaufort, II duca di Somerset |  |  |       |  |  |                                      |  |  |                                         |  |
|                                         |                                          | Margaret Beaufort                       | Eleanor Beauchamp                    |  |  |       |  |  |                                      |  |  |                                         |  |
| Edward Stafford, III duca di Buckingham |                                          | Margaret Beaufort                       |                                      |  |  |       |  |  |                                      |  |  |                                         |  |
|                                         |                                          | Richard Woodville                       | Richard Woodville                    |  |  |       |  |  |                                      |  |  |                                         |  |
|                                         |                                          | Richard Woodville                       | Richard Woodville                    |  |  |       |  |  |                                      |  |  |                                         |  |
|                                         |                                          | Richard Woodville                       | Joan Bedlisgate                      |  |  |       |  |  |                                      |  |  |                                         |  |
| Catherine Woodville                     |                                          | Richard Woodville                       |                                      |  |  |       |  |  |                                      |  |  |                                         |  |
|                                         |                                          | Jacquetta del Lussemburgo               | Pietro I di Lussemburgo-Saint Pol    |  |  |       |  |  |                                      |  |  |                                         |  |
|                                         |                                          | Jacquetta del Lussemburgo               | Pietro I di Lussemburgo-Saint Pol    |  |  |       |  |  |                                      |  |  |                                         |  |
|                                         |                                          | Jacquetta del Lussemburgo               | Margherita del Balzo                 |  |  |       |  |  |                                      |  |  |                                         |  |
| Elizabeth Stafford                      |                                          | Jacquetta del Lussemburgo               |                                      |  |  |       |  |  |                                      |  |  |                                         |  |
|                                         | Henry Percy, III conte di Northumberland | Henry Percy, II conte di Northumberland |                                      |  |  |       |  |  |                                      |  |  |                                         |  |
|                                         | Henry Percy, III conte di Northumberland | Henry Percy, II conte di Northumberland |                                      |  |  |       |  |  |                                      |  |  |                                         |  |
|                                         | Henry Percy, III conte di Northumberland | Eleanor Percy                           |                                      |  |  |       |  |  |                                      |  |  |                                         |  |
| Henry Percy, IV conte di Northumberland | Henry Percy, III conte di Northumberland |                                         |                                      |  |  |       |  |  |                                      |  |  |                                         |  |
|                                         |                                          | Eleanor Poynings, Baronessa de Poynings | Sir Richard Poynings                 |  |  |       |  |  |                                      |  |  |                                         |  |
|                                         |                                          | Eleanor Poynings, Baronessa de Poynings | Sir Richard Poynings                 |  |  |       |  |  |                                      |  |  |                                         |  |
|                                         |                                          | Eleanor Poynings, Baronessa de Poynings | Eleanor Berkeley                     |  |  |       |  |  |                                      |  |  |                                         |  |
| Eleanor Percy                           |                                          | Eleanor Poynings, Baronessa de Poynings |                                      |  |  |       |  |  |                                      |  |  |                                         |  |
|                                         |                                          | William Herbert                         | William ap Thomas                    |  |  |       |  |  |                                      |  |  |                                         |  |
|                                         |                                          | William Herbert                         | William ap Thomas                    |  |  |       |  |  |                                      |  |  |                                         |  |
|                                         |                                          | William Herbert                         | Gwladys ferch Dafydd Gam             |  |  |       |  |  |                                      |  |  |                                         |  |
| Maud Herbert                            |                                          | William Herbert                         |                                      |  |  |       |  |  |                                      |  |  |                                         |  |
|                                         |                                          | Anne Devereux                           | Walter Devereux                      |  |  |       |  |  |                                      |  |  |                                         |  |
|                                         |                                          | Anne Devereux                           | Walter Devereux                      |  |  |       |  |  |                                      |  |  |                                         |  |
|                                         |                                          | Anne Devereux                           | Elizabeth Merbury                    |  |  |       |  |  |                                      |  |  |                                         |  |
|                                         |                                          | Anne Devereux                           |                                      |  |  |       |  |  |                                      |  |  |                                         |  |